# The Six Wives of Henry VIII
Pour les articles homonymes, voir The Six Wives of Henry VIII (homonymie).
Albums de Rick Wakeman
Piano Vibrations
(1971) Journey to the Center of the Earth
(1974)
Singles
1. Catherine Parr / Ann Boleyn
Sortie : 23 mars 1973

The Six Wives of Henry VIII est le 2e album solo du claviériste britannique, Rick Wakeman. Il sort le 23 janvier 1973 sur le label A&M et est produit par Wakeman lui-même.
Comme son titre l'indique, c'est un album-concept dont chacun des six titres s'inspire d'une des six femmes du roi Henri VIII d'Angleterre.

## Enregistrement
Après avoir lu un livre sur les femmes d'Henri VIII pendant une tournée américaine avec Yes, Rick Wakeman écrit des mélodies inspirées par ses notes de lectures. Il commence l'enregistrement de l'album en février 1972 avec les quatre mille livres sterling que lui a octroyé A&M comme avance pour son projet solo. L'enregistrement se déroule de février à octobre 1972 principalement dans les Studios Trident à Londres, à l'exception du titre Anne Boleyn qui est enregistré aux studios Morgan de Londres. Rick Wakeman utilise l'orgue de l'église St Giles-without-Cripplegate, situé en plein cœur de la Cité de Londres, pour le titre Jane Seymour.
À l'origine, l'album doit inclure une composition dédiée au roi Henri VIII et baptisée Henry VIII and His Six Wives, mais faute de place sur le disque, cette piste est écartée et l'album change de titre. Ce dernier est  enregistré avec l'aide des musiciens des Strawbs, Dave Cousins, Dave Lambert et Chas Cronk ainsi que de ceux de Yes, Steve Howe, Chris Squire, Bill Bruford et Alan White.

## A l'écoute
Ce second album solo de Rick Wakeman, en rupture avec Piano Vibrations, plus conventionnel dans sa structure et sorti deux ans auparavant, est le premier des nombreux albums enregistrés par Wakeman au cours de sa carrière. Il alterne des plages très acoustiques (Catherine of Aragon), plutôt jazz-rock (Anne of Cleves), des accents médiévaux (Catherine Howard, Anne Boleyn) que Wakeman explore davantage sur son album The Myths and Legends of King Arthur and the Knights of the Round Table (1975), de nombreux emprunts classiques (Jane Seymour, Catherine Parr) ainsi que des parties de rock symphonique (Anne of Cleves, Catherine Parr).

## Pochette
La pochette double du vinyle de l'époque présente comme photo intérieure, Wakeman au milieu des nombreux claviers utilisés sur cet album : piano à queue Steinway & Sons, clavinet Hohner, piano électrique RMI, orgue Hammond, séquenceurs, deux synthétiseurs Minimog, deux mellotrons, oscillateur. La photo extérieure de la pochette a été prise au musée de cire Madame Tussauds de Londres, on peut voir la figurine de Richard Nixon à gauche, en arrière-plan.

## Anecdote
Rick Wakeman travaille la pièce Catherine Howard en studio et Cat Stevens, entendant la mélodie au piano, lui demande de la lui céder pour meubler sa chanson Morning Has Broken. Devant l'insistance de Cat, Rick travaille plutôt une autre mélodie. Le titre Morning Has Broken deviendra un titre phare de l'album Teaser and the Firecat paru en 1971, et restera l'un des plus grands succès de Stevens, atteignant la sixième place du US pop chart et la première place du US easy listening chart en 1972.
En 2000, dans une interview accordée à BBC Radio 5 Live, Rick explique qu'il avait accepté d'aider Cat pour 10 £ et qu'il était « effondré » de ne jamais avoir été crédité, ni rémunéré, après le grand succès du single. À son retour sur scène 20 ans plus tard, Cat Stevens qui a depuis changé son nom pour Yusuf Islam, présente ses excuses à Wakeman et lui paie les droits qui lui sont dus, précisant que l'absence initiale de paiement s'expliquait par une confusion avec la maison de disques. Dans un documentaire diffusé par la télévision britannique, Wakeman déclare alors que la version de Morning Has Broken interprétée par Stevens est « une très belle pièce de musique » et qu'il est fier d'y avoir contribué.

## Succès
L'album reçoit des critiques globalement positives de la critique musicale. Il atteint la 7e place dans les charts britanniques et la 30e place du Billboard 200 aux États-Unis. Il y et certifié disque d'or en 1975 par la Recording Industry Association of America et est vendu à 15 millions d'exemplaires dans le monde entier.
En 2009, Wakeman interprète l'album entier sur scène pour la première fois au château de Hampton Court à l'occasion du 500e anniversaire de l'avènement d'Henri VIII.

## Liste des titres
Toutes les musiques sont de Rick Wakeman, sauf mention contraire.

### Face 1
1. Catherine of Aragon – 3:45
2. Anne of Cleves – 7:50
3. Catherine Howard – 6:36

### Face 2
1. Anne Boleyn 'The Day Thou Gavest Lord Hath Ended' (Wakeman, E. J. Hopkins) – 6:31
2. Catherine Parr – 7:00

### Titres bonus de la réédition 2015
1. Anne Boleyn 'The Day Thou Gavest Lord Hath Ended' (Single Edit) - 3:13
2. Catherine Parr (Single Edit) - 3:41

## Musiciens
Selon les notes du livret inclut avec le CD :
- Rick Wakeman : deux synthétiseurs Minimoog, deux mellotrons 400-D (un pour les chœurs, les effets sonores et les vibes ; l'autre pour les cuivres, les cordes et les flûtes), un piano à queue Steinway 9', un orgue Hammond C-3, un piano électrique et un clavecin électrique RMI, un synthétiseur ARP 2600, un clavecin Thomas Goff, orgue de l'église St Giles-without-Cripplegate, un orgue portatif, un compteur de fréquences et 1unmixeur.
- Steve Howe – guitare sur Catherine of Aragon
- Dave Lambert – guitare sur Catherine Howard
- Mike Egan – guitare sur Catherine of Aragon, Anne of Cleves, Anne Boleyn et Catherine Par
- Dave Cousins – banjo électrique sur Catherine Howard
- Chris Squire – basse sur Catherine of Aragon
- Chas Cronk – basse sur Catherine Howard
- Les Hurdle – basse sur Catherine of Aragon et Anne Boleyn
- Dave Wintour – basse sur Anne of Cleves et Catherine Parr
- Bill Bruford – batterie sur Catherine of Aragon et Anne Boleyn
- Alan White – batterie sur Anne of Cleves, Jane Seymour et Catherine Parr
- Barry de Souza – batterie sur Catherine Howard
- Ray Cooper – percussions sur Catherine of Aragon et Anne Boleyn
- Frank Ricotti – percussions sur Anne of Cleves, Catherine Howard et Catherine Parr

### Chœurs
- Laura Lee – Anne Boleyn
- Sylvia McNeill – Anne Boleyn
- Judy Powell – Catherine of Aragon
- Barry St. John – Catherine of Aragon
- Liza Strike – Catherine of Aragon et Anne Boleyn

## Charts & certification

### Charts
| Pays                                 | Durée du classement | Meilleur classement | Date            |
| ------------------------------------ | ------------------- | ------------------- | --------------- |
| Australie                            | 24 semaines         | 9e                  | 30 juin 1973    |
| Canada (RPM)                         | 27 semaines         | 27e                 | 30 juin 1973    |
| États-Unis                           | 45 semaines         | 30e                 | 30 juin 1973    |
| Italie (FIMI)                        | -                   | 17e                 | 1973            |
| Nouvelle-Zélande (RMNZ Albums Top40) | 2 semaines          | 21e                 | 2 mai 1975      |
| Royaume-Uni (UK Albums Chart)        | 23 semaines         | 7e                  | 25 février 1973 |

### Certification
| Pays       | Certification | Ventes    | Date            |
| ---------- | ------------- | --------- | --------------- |
| États-Unis | Or            | 500 000 + | 20 octobre 1975 |